# Osgiliath
Osgiliath je město ve fiktivním světě Středozem anglického spisovatele J. R. R. Tolkiena. Nachází se v zemi Gondor, na obou březích řeky Anduiny.

## Fiktivní historie
Osgiliath se stal na konci Druhého věku hlavním městem království Gondoru založeného Isildurem a jeho bratrem Anárionem. V roce 1432 Třetího věku zde proběhla občanská válka mezi králem Eldacarem a Castamirem Uchvatitelem. Byl zde také umístěn jeden z gondorských Palantírů, který se při příbuzenském sváru ztratil v Anduině.
Později bylo hlavní město přesunuto západněji do Minas Anor („Věž slunce“) a sesterské východní město Minas Ithil („Věž měsíce“) bylo v roce 1982 Třetího věku dobyto Pánem nazgûlů, vládcem Mordoru. Tato města byla pak přejmenována na Minas Tirith („Strážní věž“) a Minas Morgul („Věž černé magie“) a v následných válkách byl Osgiliath ležící mezi nimi zničen.
Město bylo dobyto skřety a poté částečně znovudobyto (pouze západní část) generálem Boromirem a přestavěno na pevnost. Most přes Anduinu byl zbořen. Boromir později odešel do Roklinky na Elrondovou radu, a tak velení přebral jeho bratr Faramir. Ten byl ale z města vytlačen vojsky z Minas Morgul a se zbytky obránců ustoupil do Minas Tirith. Faramir byl poslán svým otcem Denethorem II. na znovudobytí Osgiliathu, ale neúspěšně.